# Pritsi
Pritsi – wieś w Estonii, w prowincji Võru, w gminie Sõmerpalu.